# 伊吾河

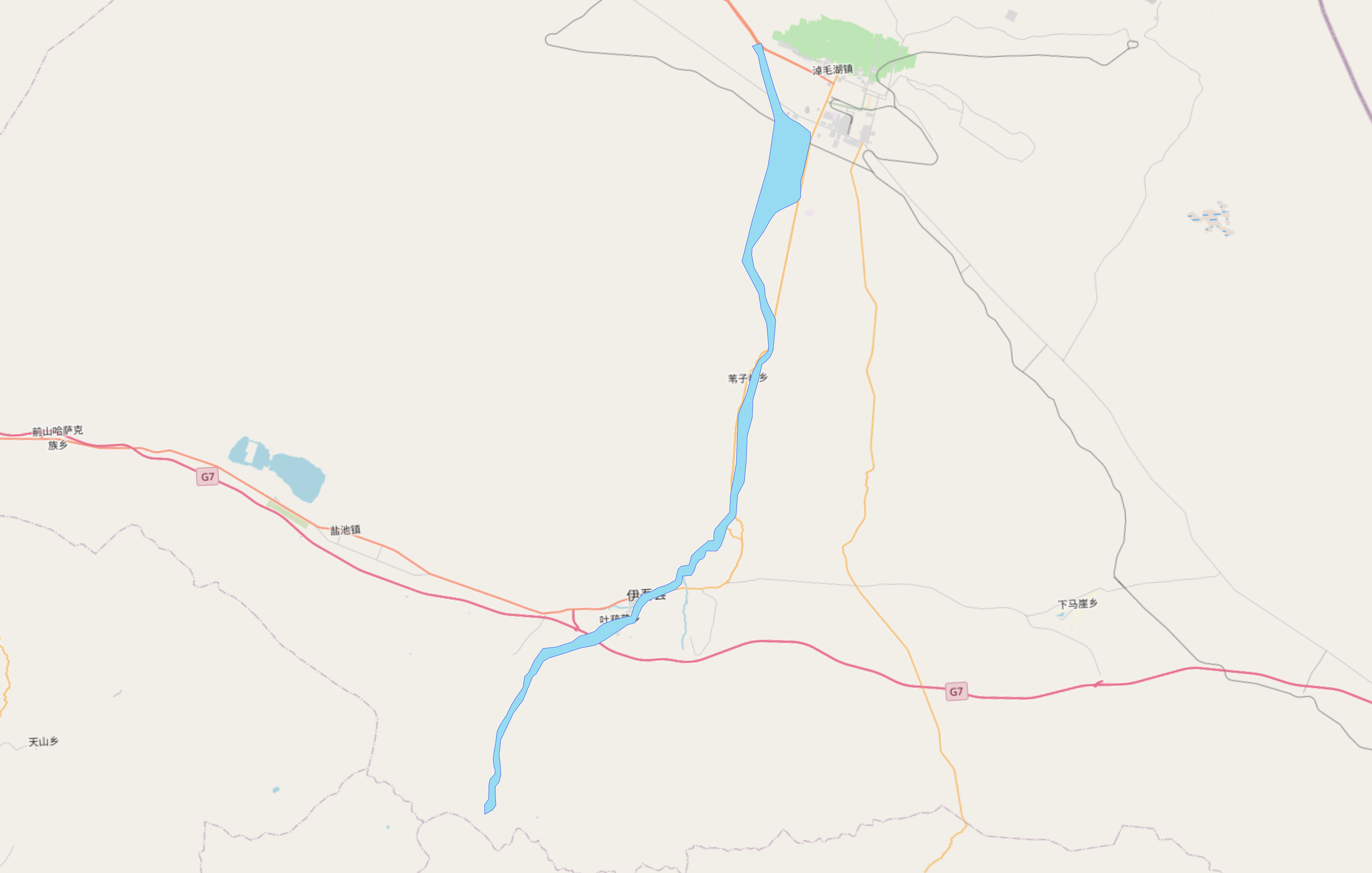
伊吾河管理范围

伊吾河，位于中华人民共和国新疆维吾尔自治区伊吾县，发源于喀尔力克山最高峰、海拔4886米的托木尔提峰，蜿蜒向北流经吐葫芦乡、县城伊吾镇、苇子峡乡等地，最后于淖毛湖镇西北注入淖毛湖。苇子峡以上河长42千米，山口以上集水面积827平方千米。2020年伊吾县人民政府发布的《哈密市伊吾县“五河一湖”管理范围划定公告》中，伊吾河划定范围（右图）起自伊吾河河源至淖毛湖镇-巴里坤牛圈湖公路，河流长度约102.9千米，划界面积为79.5平方千米。